# Spellling
Chrystia "Tia" Cabral, conocida profesionalmente como Spellling, es una música de pop experimental americana residente en Oakland, California. Cabral lanzó su álbum de debut Pantheon of Me en septiembre de 2017; Pitchfork se refirió al álbum como "seguramente el debut más pasado por alto este año [...]". Tras firmar con Sacred Bones Records en 2018,  lanzó en febrero de 2019 su segundo álbum de estudio, titulado Mazy Fly. El mismo recibió aclamación universal por parte de la crítica, quién disfrutó del oscuro y misterioso sonido de Spellling. Cabral publicó más tarde el tercer álbum de Spellling, The Turning Wheel, el 25 de junio del 2021.

## Primeros años
Cabral Nació en Sacramento, California. Fue criada bajo las doctrinas de la Iglesia católica, lo que más tarde tendría influencia en su música.
Cabral asistió a la Universidad de California, Berkeley, estudiando filosofía durante dos semestres antes de cambiar su carrera a la de Literatura Inglesa, pues afirma haberse sentido "avergonzada hasta salir del departamento [de filosofía]", pues era la única mujer y persona de color en el mismo. Continuó sus estudios en Berkeley para estudiar una Maestría en Bellas Artes, la cual completó en 2019.

## Carrera
Cabral empezó su carrera musical en 2015, influida por dos acontecimientos: Observar a un artista de San Francisco que actuaba looped vocals; y la muerte de un amigo cercano. En aquel momento, trabajaba como profesora de una escuela primaria, y al estar constantemente rodeada de crayones, se sintió inspirada para lanzar un CD hecho a mano titulado Crayola Church. Cabral dijo sobre el proyecto: “Tomé una caja de Crayola e hice una grabación basada en cada color en la caja…  envolvía los CDs con los dibujos de los niños y escribía la lista de canciones, así que algunas personas los tienen.”
En 2017, lanzó de manera independiente su álbum debut Pantheon of Me. En 2019,  lanzó Mazy Fly, recibiendo críticas positivas. En 2021, publicó su tercer álbum, The Turning Wheel, recibiendo también una gran cantidad de reviews positivas.

## Arte

### Influencias
Cuándo en una entrevista le preguntaron sobre sus álbumes favoritos, Cabral nombró a Come to My Garden de Minnie Riperton, Computerwelt de Kraftwerk, y The Idiot de Iggy Pop .

## Discografía

### Álbumes
- Pantheon of Me (2017)
- Mazy Fly (2019)
- The Turning Wheel (2021)
- SPELLLING & the Mystery School (2023)
- Portrait of My Heart (2025)

### Sencillos
- "Hard to Please" (2018)
- "Little Deer" (2021)
- "Boys at School" (2021)